# Jakub ze Stradomia
Jakub ze Stradomia (ur. 1410, zm. 1457) – rektor Uniwersytetu Jagiellońskiego w latach 1447–1448.

## Życiorys
Urodził się w 1410 roku. W 1447 roku objął funkcję rektora Uniwersytetu Jagiellońskiego. Funkcję tę przestał pełnić w 1448 roku. Zmarł w 1457 roku.